# Quiina
Quiina é um género botânico pertencente à família Ochnaceae.

## Espécies
Espécies:
- Quiina amazonica A.C.Sm.
- Quiina berryi J.V.Schneid. & Zizka
- Quiina blackii Pires
- Quiina brevensis Pires
- Quiina cidiana J.V.Schneid. & Zizka
- Quiina congesta R.S.Cowan
- Quiina cruegeriana Griseb.
- Quiina decaisneana Planch. & Triana
- Quiina duckei Pires
- Quiina florida Tul.
- Quiina gentryi J.V.Schneid. & Zizka
- Quiina glaziovii Engl.
- Quiina grandifolia Mildbr.
- Quiina guianensis Aubl.
- Quiina indigofera Sandwith
- Quiina integrifolia Pulle
- Quiina jamaicensis Griseb.
- Quiina juruana Ule
- Quiina klugii J.F.Macbr.
- Quiina lanceolata Dusén ex Ducke
- Quiina leptoclada Tul.
- Quiina longifolia Spruce ex Planch. & Triana
- Quiina macrophylla Tul.
- Quiina magallano-gomesii Schwacke
- Quiina maguirei Pires
- Quiina maracaensis J.V.Schneid. & Zizka
- Quiina negrensis A.C.Sm.
- Quiina obovata Tul.
- Quiina oiapocensis Pires
- Quiina paraensis Pires& Fróes
- Quiina parvifolia Lanj. & Heerdt
- Quiina piresii J.V.Schneid. & Zizka
- Quiina pteridophylla (Radlk.) Pires
- Quiina pubescens A.C.Sm.
- Quiina rhytidopus Tul.
- Quiina rigidifolia Pires
- Quiina sessilis Choisy, Planch. & Triana
- Quiina tessmannii Mildbr.
- Quiina tinifolia Planch. & Triana
- Quiina ulei Pulle
- Quiina wurdackii Pires
- Quiina yatuensis J.V.Schneid. & Zizka
- Quiina zamorensis J.V.Schneid. & Zizka